# Слитмјут (Аљаска)
Слитмјут (енгл. Sleetmute) насељено је место без административног статуса у америчкој савезној држави Аљаска.

## Демографија
По попису из 2010. године број становника је 86, што је 14 (-14,0%) становника мање него 2000. године.
| Група             | 2000.      | 2010.      |
| Белци             | 11 (11,0%) | 19 (22,1%) |
| Афроамериканци    | 0 (0,0%)   | 0 (0,0%)   |
| Азијати           | 0 (0,0%)   | 0 (0,0%)   |
| Хиспаноамериканци | 0 (0,0%)   | 1 (1,2%)   |
| Укупно            | 100        | 86         |